# Oxypetalum
Genre
Classification phylogénétique
Les Oxypetalum sont un genre de plantes à fleurs de la famille des Asclépiadacées (classification classique) ou des Apocynacées (classification phylogénétique) qui comprend de 80 à 100 espèces originaires des régions tropicales d'Amérique.
L'Oxypetalum caeruleum également connu sous le nom de Tweedia caerulea ou étoile du Sud a été ramenée d'Amérique du Sud au XIXe siècle par James Tweedie, jardinier en chef du Jardin botanique royal d'Édimbourg.
C'est une plante grimpante vivace de 30 cm à 90 cm, qu'il est nécessaire de palisser et dont le feuillage velouté est persistant jusqu'à -8°. Elle se propage par semis en serre chaude, entre 20° et 22°.
Rustique jusqu'à -10° environ, cette liane requiert une exposition ensoleillée et protégée, ainsi qu'un sol drainant, pauvre et sec de préférence. Arrosages modérés et espacés.
Les feuilles opposées, sagittées, charnues et couvertes d'un court duvet doux au toucher sont attachées par un pétiole dépourvu de stipules à la tige sarmenteuse, pleine, également duveteuse, de section circulaire.
L'inflorescence axillaire, en cyme multipare, comporte plusieurs petites fleurs (1.5 cm de diamètre) dont chaque corolle se compose de cinq sépales et cinq pétales en étoile.	
Aux fleurs succèdent des fruits en forme de gousse, caractéristiques des Asclepiadaceae, qui contiennent des graines ailées.
En France, l'oxypetalum fleurit de mai aux gelées, produisant des fleurs bleu porcelaine (il existe d'autres variétés blanches ou roses) à cinq pétales pouvant être utilisées pour la composition de bouquets ; il est nécessaire d'ôter les fruits pour prolonger cette floraison.

## Liste des espèces
- Oxypetalum acerosum
- Oxypetalum aequaliflorum
- Oxypetalum albicans
- Oxypetalum alpinum
- Oxypetalum appendiculatum
- Oxypetalum arachnoideum
- Oxypetalum arenicola
- Oxypetalum argentinum
- Oxypetalum arnottianum
- Oxypetalum attenuatum
- Oxypetalum aurantiacum
- Oxypetalum balansae
- Oxypetalum banksii
- Oxypetalum barberoanum
- Oxypetalum boudetii
- Oxypetalum brachystemma
- Oxypetalum brachystephanum
- Oxypetalum capitatum
- Oxypetalum ceratostemma
- Oxypetalum charrua
- Oxypetalum chodatianum
- Oxypetalum coalitum
- Oxypetalum coccineum
- Oxypetalum coeruleum
- Oxypetalum commersonianum
- Oxypetalum confusum
- Oxypetalum cordifolium
- Oxypetalum corymbosum
- Oxypetalum costae
- Oxypetalum crispum
- Oxypetalum dactylostelma
- Oxypetalum deltoideum
- Oxypetalum dombeyanum
- Oxypetalum dusenii
- Oxypetalum ekblomii
- Oxypetalum erectum
- Oxypetalum erectum
- Oxypetalum erectum
- Oxypetalum erianthum
- Oxypetalum erostre
- Oxypetalum fiebrigii
- Oxypetalum filamentosum
- Oxypetalum flavopurpureum
- Oxypetalum foliosum
- Oxypetalum fontellae
- Oxypetalum fuscum
- Oxypetalum glabrescens
- Oxypetalum glaziovianum
- Oxypetalum glaziovii
- Oxypetalum glomeratum
- Oxypetalum gracile
- Oxypetalum guaraniticum
- Oxypetalum gyrophyllum
- Oxypetalum habrogynum
- Oxypetalum harleyi
- Oxypetalum helios
- Oxypetalum heptalobum
- Oxypetalum hilarianum
- Oxypetalum hoehnei
- Oxypetalum humile
- Oxypetalum incanum
- Oxypetalum insigne
- Oxypetalum jacobinae
- Oxypetalum joergensenii
- Oxypetalum karstenianum
- Oxypetalum kleinii
- Oxypetalum kuhlmannianum
- Oxypetalum laciniatum
- Oxypetalum lanatum
- Oxypetalum leonii
- Oxypetalum lineare
- Oxypetalum lividum
- Oxypetalum longipedunculatum
- Oxypetalum lutescens
- Oxypetalum lynchianum
- Oxypetalum macrolepis
- Oxypetalum malmei
- Oxypetalum marambaiense
- Oxypetalum marginatum
- Oxypetalum martii
- Oxypetalum melinioides
- Oxypetalum microphyllum
- Oxypetalum minarum
- Oxypetalum molle
- Oxypetalum montanum
- Oxypetalum morilloanum
- Oxypetalum mosenii
- Oxypetalum multiflorum
- Oxypetalum muticum
- Oxypetalum nanum
- Oxypetalum nigricans
- Oxypetalum nitidum
- Oxypetalum oblanceolatum
- Oxypetalum obtusifolium
- Oxypetalum ophiuroideum
- Oxypetalum ostenii
- Oxypetalum pachyglossum
- Oxypetalum pachygynum
- Oxypetalum pannosum
- Oxypetalum pardense
- Oxypetalum parviflorum
- Oxypetalum patulum
- Oxypetalum pearsonii
- Oxypetalum pentasetum
- Oxypetalum pilosum
- Oxypetalum polyanthum
- Oxypetalum pubescens
- Oxypetalum radinsii
- Oxypetalum rariflorum
- Oxypetalum reflexum
- Oxypetalum regnellii
- Oxypetalum reitzii
- Oxypetalum retusum
- Oxypetalum rojasianum
- Oxypetalum rusticum
- Oxypetalum schenckii
- Oxypetalum schottii
- Oxypetalum schulzii
- Oxypetalum solanoides
- Oxypetalum stipatum
- Oxypetalum strictum
- Oxypetalum subcapitatum
- Oxypetalum subhirtellum
- Oxypetalum sublanatum
- Oxypetalum suboppositum
- Oxypetalum sylvestre
- Oxypetalum teyucuarense
- Oxypetalum tomentosum
- Oxypetalum tubatum
- Oxypetalum tucumanense
- Oxypetalum urceolatum
- Oxypetalum warmingii
- Oxypetalum weberbaueri
- Oxypetalum wightianum